# رصاص متفجر

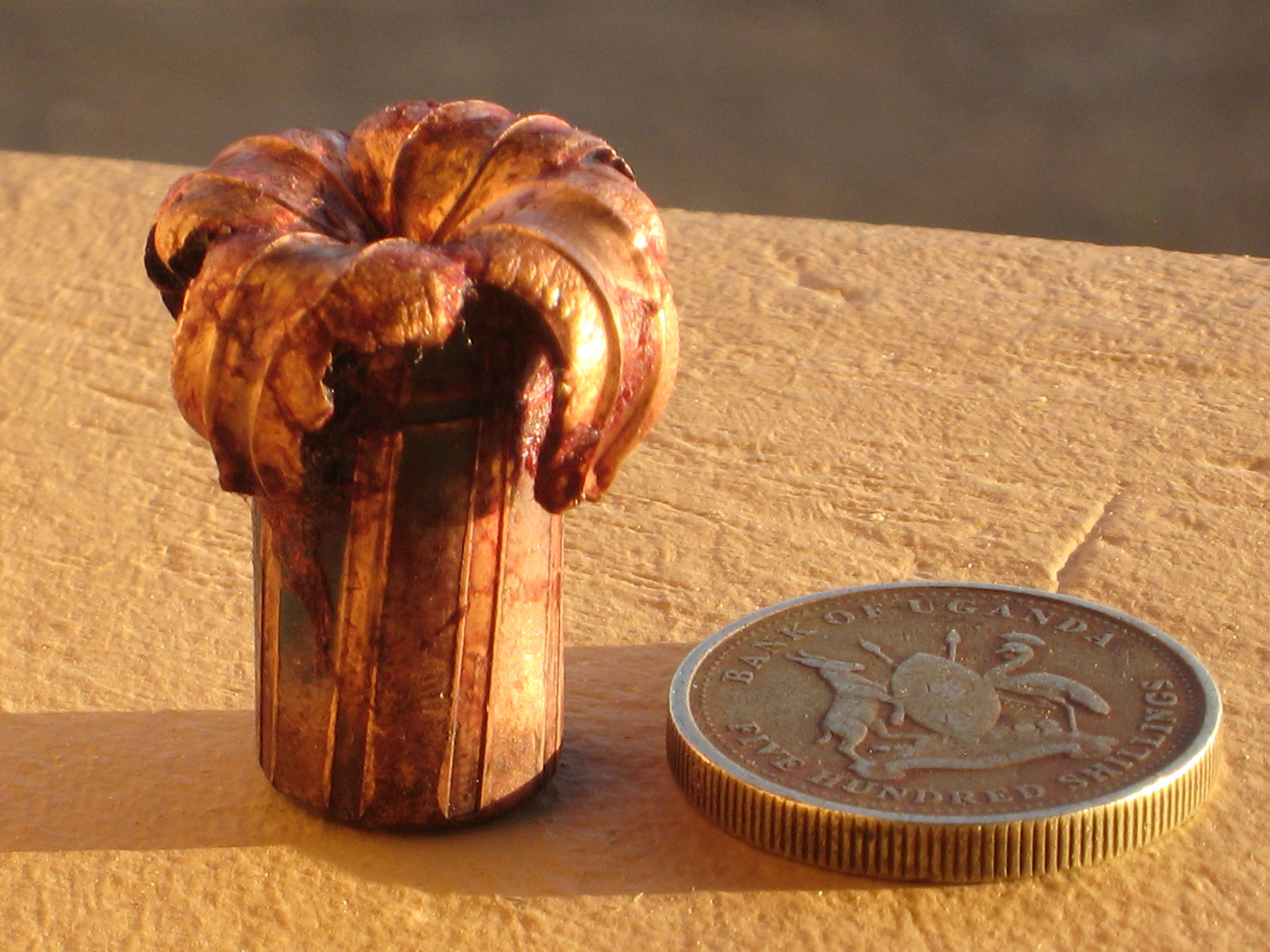
رصاص متفجِّرة من عيار 458 بعد إطلاقها إلى جسد جاموس أفريقي.

الرصاص المتفجِّر أو رصاص الدمدم أو رصاص دوم دوم هو نوع من الرصاص الخاص صُمِّم للتشظي في أجساد الضحايا بهدف إيقاع أكبر قدر ممكن من الضرر الداخلي بهم. استخدمه آندرس بهرينغ بريفيك في مجزرة النرويج. ويستخدمه الجيش الإسرائيلي ضد الأطفال الفلسطينيين العزل. وهو محرم دولياً.